# Ляховецький Володимир Пилипович
Ляховецький Володимир Пилипович — радянський український кінорежисер.

## Біографічні відомості
Народ. 28 липня 1906 р. в м. Жабокрич на Вінниччині. Вчився в Одеському художньому інституті (1925—1926). Закінчив Київський кіноінститут (1935). Працював на Київській кіностудії художніх фільмів (асистент режисера в картинах: «Іван» (1932, немає в титрах)[джерело?], «Щорс» (1939, немає в титрах)[джерело?], «Суворий юнак» (1936, немає в титрах)[джерело?], «Радянська Молдавія», «Якби каміння говорило...» (1957, у співавт.) тощо). 
Учасник Німецько-радянської війни. 
Був режисером «Київнаукфільму». У 1957 р. перейшов на Київську кіностудію художніх фільмів.
Створив науково-популярні стрічки: «Софіївка Уманська — державний заповідник» (1950), «Жиле селище» (1951), «Обжигання керамічних виробів» (1952), «Електрифікація полеводства» (1953), «Історія зошита» (1955), «Гігієна школяра» (1950), «Механізація ковки штампування» (1961), «Ковально-штампувальне виробництво» (1962), «Симетрування навантажень електротяги», «Сільськогосподарські машини і знаряддя» (1963, у співавт.), «Сівба і посадка сільськогосподарських культур» (1964, у співавт.), «Технічна мікробіологія» (1965), «Електрифікація» (1966), «Пересувні дробильні машини», «Монтаж багатоповерхових каркасних будинків» (1967), художній «Весела змова» (1958, к/м) і документальний телефільм «Мар'ян Крушельницький» (1960).
Був членом Спілки кінематографістів УРСР.
1990 р. виїхав за кордон.